# 퍼펙트 케어
《퍼펙트 케어》(영어: I Care a Lot)는 2020년 공개된 미국의 범죄 코미디 스릴러 영화이다.

## 출연
- 로저먼드 파이크 - 말라 그레이슨 역
- 피터 딩클리지 - 로만 룬요브 역
- 에이사 곤살레스 - 프란 역
- 크리스 메시나 - 딘 에릭슨 역
- 다이앤 위스트 - 제니퍼 피터슨 역
- 아이제이아 휘틀록 주니어 - 로맥스 판사 역
- 메이컨 블레어 - 펠드스트롬 역
- 얼리샤 윗 - 캐런 에이모스 의사 역
- 데이미언 영 - 샘 라이스 역